# Bergwerk Pöhla-Globenstein
Das Bergwerk Pöhla-Globenstein ist ein Erkundungsbergwerk auf Zinn, Wolfram und Indium.

## Lagerstätte
Die Lagerstätte Pöhla-Globenstein befindet sich geologisch im westerzgebirgischen Teil der Fichtelgebirgs-Erzgebirgs-Antiklinalzone an der überregional bedeutenden Gera-Jáchymov-Störungszone. Das Westerzgebirge ist größtenteils aus kristallinen Schiefern aufgebaut, die von großen granitoiden Plutonen durchsetzt sind. Speziell im Lagerstättenbereich stehen die Metamorphite der unterkambrischen Raschauer Folge der Keilberg-Gruppe an, die überwiegend aus Glimmerschiefern mit zwischengelagerten Skarn-Metakarbonat-Schichten bestehen. Die Lagerstätte erstreckt sich auf einer Fläche von 408 Hektar von der Erdoberfläche bis in eine Tiefe von 400 m und verteilt sich auf insgesamt 5 Lager. Die wichtigsten Erzminerale sind Scheelit, Kassiterit und Sphalerit. Gemäß der Erkundungen befinden sich in der Lagerstätte ca. 43.400 t Wolfram (WO3), 84.000 t Zinn und ca. 1400 t Indium. Zudem beherbergt die Lagerstätte ca. 168.500 t Flussspat (Fluorit, CaF2), 996.000 t Magnetit (Mt), 241 t Silber (Ag) und 301.000 t Zink (Zn).

## Geschichte
Der Bergbau in diesem Gebiet lässt sich bis in das 17. Jahrhundert zurückverfolgen. Relativ oberflächennah wurden Erzlager und Erzgänge abgebaut. Im Bereich des Grubenfeldes Globenstein bauten die Gruben Frisch Glück Fundgrube, Hohneujahr Fundgrube, Silberschnur Fundgrube und Himmelsfürst Fundgrube auf den Skarnlagern. Weitere Gruben waren die Neue Hoffnung Fundgrube, der Hoffnung Gottes Stolln und der Hilfe Gottes Erbstolln. Ein nennenswerter Bergbau fand seit dem 19. Jahrhundert nicht mehr statt. Die in den sächsischen Jahrbüchern für den Berg- und Hüttenmann aufgeführten Gruben liegen permanent in Fristen, so die Fridolin Fundgrube zwischen 1871 und 1932. Zum Erzabbau ist es hier nicht gekommen.

## Bergbau 1947–1988
Erste Untersuchungsarbeiten im Gebiet wurden ab 1947 durch das neugegründete Objekt 23 der  Wismut AG begonnen. Nach Auflösung des Objektes 23 wurden sie durch das Objekt 08 weitergeführt. 1951 wurden im Gebiet die Flachschürfe 17, 18, 22, 25, 26, 37, 40, 78, 94 und 98 geteuft. Die Arbeiten wurden zunächst ergebnislos eingestellt. Erst eine 1955 durchgeführte Revision führte zur Entdeckung der Lagerstätte Pöhla-Globenstein.
Ab 1957 wurde die Lagerstätte mit dem Schurf 24 und dem Stolln 19 untersucht. Die Arbeiten wurden durch das Objekt 01 und – nach dessen Auflösung am 1. Januar 1958 – durch das Schachtkombinat 235 sowie – nach dessen Auflösung ab 1. April 1959 – durch die Sächsische Such- und Schürfexpedition (SSSE) durchgeführt. Die SSSE wurde zum 1. November 1960 in die Sächsische Geologische Erkundungsgruppe (SGEG) umgewandelt und dem Objekt 09 unterstellt.
Als die seit Anfang der 1960er-Jahre durch die Sächsische Geologische Erkundungsgruppe durchgeführten Erkundungsarbeiten im Bereich Pöhla-Hämmerlein und Pöhla-Tellerhäuser positive Ergebnisse brachten, wurde im Jahr 1967 der Erkundungsbereich Pöhla gegründet. Die Teillagerstätte Pöhla-Globenstein wurde im selben Jahr diesem Erkundungsbereich zugeordnet. Zwischen 1957 und 1960 wurde die Lagerstätte auf 3 Sohlen (+410 m, +350 m, +290 m) untersucht. Im Steinbruch Globenstein wurde 1957 der Stolln 19 in 568 m ü. NHN aufgefahren. Von der Stollnsohle wurde ein Blindschacht auf die +410-m-Sohle geteuft und auf dieser durch einen 1,6 km langen Querschlag mit dem Schurfschacht 24 verbunden. In dieser ersten Periode wurde die Lagerstätte mit 44 Bohrungen mit einer Gesamtbohrteufe von 11.362 m, 1916 m Schürfgräben und 4422 m untertägigen Auffahrungen untersucht. Dabei wurden 454,5 kg Uran abgebaut. Zur weiteren Erkundung der aufgefundenen Magnetit-Skarnlager wurde das Grubengebäude an den VEB Maxhütte Unterwellenborn übergeben.
Die Arbeiten der zweiten Erkundungsphase zwischen 1961 und 1964 wurden auf den Sohlen +350 m und +410 m durch den VEB Schachtbau Nordhausen und den VEB Geologische Erkundung Süd Freiberg durchgeführt. Es wurden 3 Bohrungen mit einer Gesamtlänge von 2506 m niedergebracht und 3440 m Strecken aufgefahren.
Zwischen 1965 und 1966 wurden 34.106 t Eisenerz gefördert. Aufgrund der hohen Arsen- und Zinngehalte waren die Magnetiterze nicht verwendbar. Der Abbau wurde eingestellt und das Grubengebäude geflutet.
In der dritten Erkundungsphase von 1974 bis 1977 wurde das 3. Skarnlager durch die SDAG Wismut auf der +410 m Sohle auf Zinn und Wolfram untersucht. Nach der Sümpfung des Grubengebäudes wurden weitere 1134 m Strecken aufgefahren; dabei wurden noch einmal 130,6 kg Uran abgebaut. Weiterhin wurden 247 Bohrungen mit einer Gesamtteufe von 74.084 m niedergebracht. Danach wurde das Grubengebäude wieder geflutet.
Die vierte und letzte Erkundungsphase begann 1982. Ziel waren wieder die Skarnerzlager 3 und 4 und deren Begleiterze Zinn und Wolfram. Nach der Sümpfung des Grubengebäudes bis zur +350-m-Sohle wurden die Arbeiten aufgenommen. Ab 1984 wurden die Arbeiten auf die +410-m-Sohle ausgedehnt und zusätzlich die +315-m-Sohle aufgefahren. Es wurden 6802 m Strecken aufgefahren und im Versuchsabbau 4136 t Zinnerz und 8079 t Wolframerz gewonnen. Bis 1988 wurden weiterhin 139 Bohrungen mit einer Gesamtteufe von 24.594 m niedergebracht. Nach dem Abschluss der Untersuchungsarbeiten im Jahr 1988 wurde die Grube geflutet und verwahrt.

## Vererzung
In der Lagerstätte werden 5 Erzlager ausgehalten.
Die geringmächtigen und nur über eine kurze Erstreckung vorhandenen Erzlager 1 und 2 liegen zwischen +250 und +320 m. Sie wurden bohrerkundet und weisen einen Metallinhalt von 3750 t Zinn und 1160 t Wolfram (Lager 1) und 1380 t Zinn (Lager 2).
Der 3. Skarnhorizont wurde vor allem auf der +410 m Sohle untersucht. Die Mächtigkeit schwankt zwischen 4 und 10 m. Die Mächtigkeit des eingelagerten Erzkörpers beträgt im Durchschnitt 2 bis 6 m und erreicht im Maximum 10 bis 15 m. Die Hauptmineralisation besteht aus Kassiterit. Der Metallinhalt beträgt 30.700 t Zinn und 1900 t Wolfram. Am Ausbiss des Lagers baute die Grube Frisch Glück.
Der 4. Skarnhorizont wurde auf allen Sohlen untersucht. Die Mächtigkeit schwankt zwischen 30 und 50 m. Eingelagert sind mehrere Erzkörper. 400 m westlich des Schurfschachtes 24 wurden hier 1965/66 auf der +410 m Sohle Magnetiterze abgebaut. Die Mineralisation besteht aus Kassiterit, Magnetit, Sphalerit, Scheelit und Fluorit. Scheelit ist mit 80 % hier das vorherrschende Wolframmineral. Der Metallinhalt des Lagers beträgt 48.160 t Zinn und 35.060 t Wolfram. Am Ausbiss des Lagers baute die Grube Hohneujahr.
Der 5. Skarnhorizont wurde 1974/78 aufgefunden und in der Folge bohrerkundet. Untertägige Auffahrungen gibt es nicht. Die Mächtigkeit schwankt zwischen 20 und 50 m. Die Mineralisation besteht aus Scheelit und Fluorit. Scheelit ist mit 90 % das vorherrschende Wolframmineral. Der Metallinhalt des Lagers beträgt 5300 t Wolfram. Am Ausbiss des Lagers baute die Grube Fridolin.
Neben den Haupterzen Zinn und Wolfram enthält die Lagerstätte weitere Rohstoffe. Neben den Hauptmineralen Magnetit, Sphalerit und Fluorit enthält sie auch weiter Elemente in nennenswerten Mengen. Dazu gehören Kupfer, Cadmium, Indium, Silber, Wismut, Bor und Beryllium.

## Neubeginn 2006
Durch den Anstieg der Rohstoffpreise wurde eine Gewinnung der Rohstoffe wirtschaftlich interessant. Zur Aufbereitung der Erze aus der komplizierten Skarnlagerstätte sollen in Freiberg neue Verfahren entwickelt werden, um einen wirtschaftlichen und ökologischen Abbau dieser Lagerstätte zu ermöglichen. 2006 erhielt das Unternehmen Wisutec eine Erkundungsgenehmigung des sächsischen Oberbergamts zur erneuten Erkundung der Wolframvererzung in Globenstein, die nach drei Jahren, im Jahr 2010, wegen Untätigkeit des Unternehmens widerrufen wurde. Im Mai 2012 erteilte das Sächsische Oberbergamt eine Bewilligung gemäß § 8 Bundesberggesetz (BBergG) zur Gewinnung von Zinn und Wolfram an die Saxony Minerals & Exploration AG (SME) aus Halsbrücke, die eine Gültigkeit von 26 Jahren (bis 2037) hat.

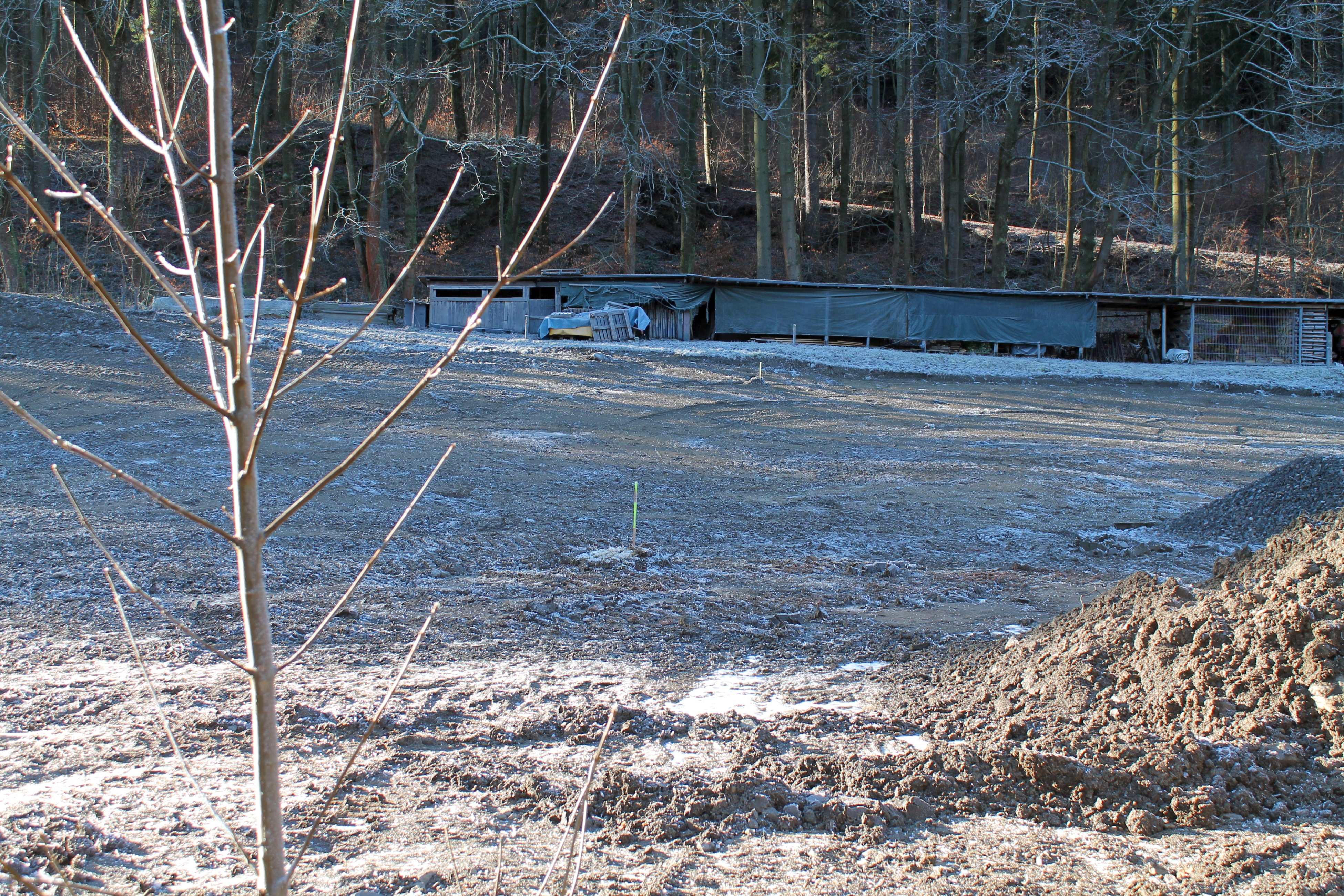
Schachtansatzpunkt

Am 5. Dezember 2016 begannen die ersten Vorbereitungsarbeiten für einen Erkundungsschacht, der 175 m tief werden soll. Im Mai 2017 wurde das Teufgerüst fertiggestellt, die Wasserbehandlungsanlage wurde im Juli in Betrieb genommen. Bis Ende 2018 wurde eine Tiefe von 145 m erreicht. Geplant ist die Entnahme einer Großprobe von 2.000 t bis 3.000 t Erz. Der Abbau der Lagerstätte soll zwischen 2018 und 2019 beginnen. Ausgebeutet werden sollen zuerst die Wolframvorkommen der Lager 4 und 5 und anschließend die Zinnvorkommen des Lagers 5. Die Erzaufarbeitung soll in einer Pilotanlage erprobt und optimiert werden. Diese Anlage wird parallel zur Teufe des Erkundungsschachtes im Gewerbegebiet Mittweida-West in Lauenhain errichtet. Die Anlage besteht neben dem Backenbrecher, den Siebmaschinen und der Kugelmühle aus mehreren Flotationszellen, Eindickern, einer Trocknungsanlage und dem Analyselabor. Nach einem zwölfmonatigen Probebetrieb soll die Anlage abgebaut und als Teil einer größeren Anlage in Pöhla wieder errichtet werden. 
Seit Juni 2018 verfügt die IMCAL GmbH über eine Mehrheitsbeteiligung an der SME.
Am 29. April 2019 wurde in einer Teufe von 170,60 m das Erzlager erreicht. Die Vererzung besteht hier aus den für die Lagerstätte typischen tonigen Zersatzerzen, die neben Scheelit auch Fluorit enthalten. Nach dem Abbau einiger hundert Tonnen Erz für den Probebetrieb der Aufbereitungsanlage wurde der Betrieb eingestellt und der Schacht geflutet.
Für die weitere Genehmigung des Vorhabens hat die SME 2018 ein Raumordnungsverfahren mit integrierten Zielabweichungsverfahren beantragt und 2019 den obligatorischen Rahmenbetriebsplan für das Vorhaben "Erzbergwerk Pöhla" eingereicht. Am 30. September 2024 hat das Sächsische Oberbergamt als zuständige Behörde den obligatorischen Rahmenbetriebsplan für das Vorhaben mit Planfeststellungsbeschluss zugelassen.